# Chilebalta
Chilebalta is een geslacht van hooiwagens uit de familie Gonyleptidae.
De wetenschappelijke naam Chilebalta is voor het eerst geldig gepubliceerd door Roewer in 1961. 

## Soorten
Chilebalta is monotypisch en omvat slechts de volgende soort:
- Chilebalta angulipes